# Szecsel
Szecsel, román nyelven Săcel, falu Romániában, Erdélyben, Szeben megyében.

## Fekvése
Nagyszebentől nyugatra fekvő település.

## Története
Szecsel, Feketevíz (Nigra Aqua) nevét 1319-ben említette először oklevél p. Feketewyz n éven.
Későbbi névváltozatai: 1322-ben v. Feketewyz, 1330-ban Nigra Aqua, 1383-ban v. Feketewyz ~ Feketheuyz, 1507-ben, 1509-ben
Schwarz Wasser, 1733-ban Szecsel, 1760–1762 között Szetsel, 1808-ban Szecsel vagy Feketevíz h., Schwarzwasser g., Csernadiá
val., 1888-ban Szecsel (Schwarzwasser, Sacel, Szucsel), 1913-ban Szecsel.
A Falu a Kácsik nemzetség tagjainak birtoka volt. 1319-ben az e nemzetséghez tartozó Talmácsi Corrardus fiai 1/3 részét sógoruknak: Kácsik nembeli Mihály fia Péternek adták, ha fiúörökösük nemléte esetében pedig felét ígérték neki. 1322-ben Corrardus fia Miklós a salgói uradalommal együtt cserébe Károly Róbert királynak adta, aki 1324-ben a salgói uradalmat Kácsik nemzetségbeli Farkas fia Tamásnak adta.
1330-ban már egyházas hely volt, plébánosáról ekkor plebanus de decanatu de Sebus ... Arnoldus de Nigra Aqua formában történt említés, lakossága ekkor valószínűleg szász volt.
A trianoni békeszerződés előtt Szeben vármegye Szelistyei járásához tartozott.